# Basketbol'nyj klub UNICS 2020-2021
Questa voce raccoglie le informazioni riguardanti il Basketbol'nyj klub UNICS nelle competizioni ufficiali della stagione 2020-2021.

## Stagione
La stagione 2020-2021 del Basketbol'nyj klub UNICS è la 24ª nel massimo campionato russo di pallacanestro, la VTB United League.

## Roster
Aggiornato al 11 aprile 2021
| UNICS Kazan' 2020-21 | UNICS Kazan' 2020-21 |
| Giocatori            | Staff tecnico        |
| -------------------- | -------------------- |

| N. | Naz.                                                   | Ruolo | Nome               | Anno | Alt.   | Peso   |  |
| -- | ------------------------------------------------------ | ----- | ------------------ | ---- | ------ | ------ |  |
| 00 | Stati Uniti (bandiera)                                 | AC    | John Brown         | 1992 | 203 cm | 98 kg  |  |
| 2  | Russia (bandiera)                                      | A     | Pavel Antipov      | 1991 | 203 cm | 104 kg |  |
| 3  | Stati Uniti (bandiera)                                 | P     | Isaiah Canaan      | 1991 | 183 cm | 91 kg  |  |
| 5  | Israele (bandiera) · Russia (bandiera)                 | G     | Egor Koulechov     | 1994 | 196 cm | 93 kg  |  |
| 6  | Russia (bandiera)                                      | GA    | Georgij Žbanov     | 1997 | 197 cm | 95 kg  |  |
| 7  | Stati Uniti (bandiera)                                 | P     | Nate Wolters       | 1991 | 193 cm | 86 kg  |  |
| 9  | Stati Uniti (bandiera)                                 | AG    | Okaro White        | 1992 | 203 cm | 93 kg  |  |
| 10 | Russia (bandiera)                                      | P     | Pavel Sergeev      | 1987 | 187 cm | 81 kg  |  |
| 12 | Russia (bandiera)                                      | C     | Artëm Klimenko     | 1994 | 214 cm | 110 kg |  |
| 13 | Russia (bandiera)                                      | AP    | Dmitrij Uzinskij   | 1993 | 199 cm | 94 kg  |  |
| 15 | Stati Uniti (bandiera)                                 | G     | Jamar Smith (C)    | 1987 | 191 cm | 84 kg  |  |
| 19 | Stati Uniti (bandiera) · Slovenia (bandiera)           | C     | Jordan Morgan      | 1991 | 203 cm | 112 kg |  |
| 22 | Russia (bandiera)                                      | AG    | Aleksandr Razumov  | 1992 | 204 cm | 108 kg |  |
| 23 | Stati Uniti (bandiera) · Porto Rico (bandiera)         | GA    | John Holland       | 1988 | 196 cm | 93 kg  |  |
| 25 | Stati Uniti (bandiera) · Macedonia del Nord (bandiera) | P     | Jordan Theodore    | 1989 | 183 cm | 79 kg  |  |
| 27 | Russia (bandiera)                                      | G     | Sergej Drakovskij  | 2001 | 192 cm | 85 kg  |  |
| 33 | Russia (bandiera)                                      | AP    | Kirill Anošin      | 2000 | 195 cm | 84 kg  |  |
| 42 | Russia (bandiera)                                      | G     | Evgenij Kolesnikov | 1985 | 195 cm | 85 kg  |  |
| 53 | Russia (bandiera)                                      | AG    | Il'ja Karpenko     | 2001 | 199 cm | 100 kg |  |
| 88 | Grecia (bandiera)                                      | AG    | Kōstas Kaimakoglou | 1983 | 206 cm | 113 kg |  |

| Allenatore                                                                                           |
| - Dīmītrīs Priftīs                                                                                   |
| Assistente/i                                                                                         |
| - Artur Bigeev - Thōmas Nikou - Vasilīs Simtsak Legenda - (C) Capitano - (IN) Inattivo - Infortunato |

## Mercato

### Sessione estiva
| Acquisti | Acquisti          | Acquisti        | Acquisti   | Acquisti |
| R.a      | Nome              | da              | Modalità   |          |
| -------- | ----------------- | --------------- | ---------- | -------- |
| AC       | John Brown        | N.B. Brindisi   | svincolato |          |
| AG       | Pavel Antipov     | Nižnij Novgorod | svincolato |          |
| P        | Isaiah Canaan     | Stockton Kings  | svincolato |          |
| GA       | Georgij Žbanov    | Nižnij Novgorod | svincolato |          |
| P        | Nate Wolters      | Free agent      | svincolato |          |
| C        | Jordan Morgan     | Karşıyaka       | svincolato |          |
| AG       | Okaro White       | Free agent      | svincolato |          |
| GA       | John Holland      | H. Gerusalemme  | svincolato |          |
| AG       | Aleksandr Razumov | Novosibirsk     | svincolato |          |

| Cessioni | Cessioni         | Cessioni         | Cessioni       | Cessioni |
| R.       | Nome             | a                | Modalità       |          |
| -------- | ---------------- | ---------------- | -------------- | -------- |
| P        | Jordan Theodore  | Free agent       | fine contratto |          |
| AG       | Raymar Morgan    | Karşıyaka        | fine contratto |          |
| AC       | Alex Tyus        | Free agent       | fine contratto |          |
| P        | Errick McCollum  | Chimki           | fine contratto |          |
| A        | Valerij Lichodej | Włocławek        | fine contratto |          |
| AP       | Haukur Pálsson   | Andorra          | fine contratto |          |
| AG       | Andrej Koščeev   | Free agent       | fine contratto |          |
| AG       | Jamil Wilson     | Virtus Roma      | fine contratto |          |
| AP       | Elgin Cook       | Fethiye Belediye | fine contratto |          |

### Dopo l'inizio della stagione
| Acquisti | Acquisti        | Acquisti   | Acquisti         | Acquisti   |
| R.       | Nome            | da         | Data             | Modalità   |
| -------- | --------------- | ---------- | ---------------- | ---------- |
| P        | Jordan Theodore | Free agent | 20 novembre 2020 | svincolato |
| G        | Egor Koulechov  | Free agent | 25 novembre 2020 | svincolato |

| Cessioni | Cessioni       | Cessioni           | Cessioni      | Cessioni    |
| R.       | Nome           | a                  | Data          | Modalità    |
| -------- | -------------- | ------------------ | ------------- | ----------- |
| G        | Egor Koulechov | Mac. Rishon LeZion | 17 marzo 2021 | rescissione |